# Bludný proud
Bludný proud (též plazivý či toulavý proud, zkratka BP) je jev, který se vyskytuje v pomyslném obvodu tam, kde je buď úmyslně či náhodně jeden pól zdroje uzemněn. Jeho směr i velikost je dána Ohmovým zákonem a 1. Kirchhoffovým zákonem. Spočívá v tom, že proud se vrací do zdroje nikoliv po korektním vodiči, ale částečně vodivou zeminou. Protože zemina je směs různě vodivých chemických látek, dochází postupně k její elektrolýze a rozrušování. Pokud je navíc vlhká a jsou v ní uloženy kovové předměty z různých kovů, pak se celek chová jako korozní článek a kovové předměty (které fungují jako elektrody) jsou chemicky rozrušovány (rozežírány korozí).
Velice nebezpečné jsou účinky bludných proudů např. na mostní konstrukce, potrubí, další vodiče či jiné kovové předměty (v továrnách, apod.). Původcem bludných proudů nebezpečných hodnot jsou zejména stejnosměrné železniční trakce (postupně jsou nahrazovány střídavými) a tramvajové provozy. Zejména u tramvajových provozů ve městech jsou obětí bludných proudů inženýrské sítě.
Směr a samotný výskyt bludných proudů respektuje polaritu zdroje. Zatímco technický směr proudu je dohodou stanoven od kladného pólu zdroje k zápornému, skutečný (fyzikálně správný) směr je od záporného pólu ke kladnému, protože nosiče náboje jsou záporné elektrony. Pokud je drážní vozidlo (tramvaj, vlak) napájeno kladnou polaritou v pantografu a zápornou v uzemněné kolejnici, pak největší velikost napájecího proudu v kolejnici (i vybíhajících bludných proudů) je v okolí zdroje (měnírny), kdy celkový proud zdroje napájí všechna vozidla na úseku. Teče tudíž kolejnicí jako společným uzemněným napájecím vodičem a napájí všechna vozidla pohybující se v napájeném úseku. Přes jejich pantografy se postupně dostává do (od země izolovaného) trakčního vodiče, sčítá se a vrací se zpět do zdroje, kde se napájecí smyčka uzavře. Zdánlivě tak největší zdroj bludných proudů „sedí“ prakticky konstantně v blízkosti zdroje (měnírny) a devastuje vše kovové v zemi. Tuto polaritu používají prakticky všechny železnice, pražské metro a převážná většina tramvajových provozů (např. Praha, Most, Plzeň, Liberec, Olomouc, Bratislava).

## Náprava
Náprava se provádí v zásadě těmito způsoby:
1. Omezení velikosti bludných proudů v trakční soustavě (tramvaj i vlak) dosáhneme zejména kvalitními vodivými spoji kolejnic a připojením na zdroj (měnírnu). Toto opatření je základní a zkvalitněním spojů se velikost bludných proudů významně snižuje, protože proud se vždy dělí do paralelních vodičů v opačném poměru k jejich odporům (jako u dvou paralelně zapojených rezistorů).
2. Nápravu lze provést prohozením polarity; celková velikost úhrnného bludného proudu zůstane stejná, ale působení dílčích bludných proudů se rozprostře na mnohem větší plochu, takže tyto proudy nestihnou napáchat tak velké škody. Kopírují totiž výskyt vozidla a po jeho odjezdu „uhání“ za ním. Po odjezdu prakticky vymizí. Je to dáno respektováním skutečného směru proudu: Z měnírny vychází úhrnný napájecí proud od země izolovaným trakčním vodičem (záporná polarita), pantografem si potřebný dílčí proud odebere jedoucí vozidlo a smyčka se uzavře ke zdroji kolejnicí. Tento způsob používají některé tramvajové provozy (např. Brno, Ostrava, Košice), zejména tam, kde byla v minulosti provozována nákladní tramvajová doprava. Polarita bludných proudů má vliv i na rychlost koroze v zemi uložených kovových předmětů (inženýrské sítě, nosné konstrukce, atd.).
3. Elektrická polarizovaná drenáž je ochrana dotčených inženýrských sítí a stručně řečeno spočívá v galvanickém propojení (pospojování) chráněných součástí se zdroji bludných proudů tak, aby se jejich velikost co nejvíce snížila. Vše je řízeno elektronikou a používá se zejména v městech s tramvajovými provozy (na polaritě trakce nezáleží).

## Ochrana stavebních konstrukcí před bludnými proudy
Bludné proudy mohou způsobovat vážné ohrožení stavebních konstrukcí, protože svým působením vedou ke korozi (ocelových konstrukcí i betonářské výztuže konstrukcí železobetonových). Největší riziko je u mostů, koroze se ale nevyhne ani jiným stavebním objektům, včetně pozemních staveb. Nejúčinnějším způsobem ochrany je odizolování vlastní nosné konstrukce od spodní stavby (základů a opěr), to se nejčastěji provádí v prostoru mostních ložisek, za použití polymerní malty.